# Kei Eguchi
Kei Eguchi –en japonés, 江口 啓, Eguchi Kei– (19 de junio de 1980) es una deportista japonesa que compitió en judo. Ganó dos medallas en el Campeonato Asiático de Judo en los años 2003 y 2004.

## Palmarés internacional
| Campeonato Asiático | Campeonato Asiático  | Campeonato Asiático | Campeonato Asiático |
| Año                 | Lugar                | Medalla             | Categoría           |
| ------------------- | -------------------- | ------------------- | ------------------- |
| 2003                | Jeju (Corea del Sur) | Medalla de plata    | Abierta             |
| 2004                | Almatý ( Kazajistán) | Medalla de bronce   | +78 kg              |